# Harzgerode
Harzgerode is een gemeente in de Duitse deelstaat Saksen-Anhalt, en maakt deel uit van de Landkreis Harz.
Harzgerode telt 7.621 inwoners. Tussen 1949-1990 lag Harzgerode op het grondgebied van de communistische DDR.

## Stadsdelen

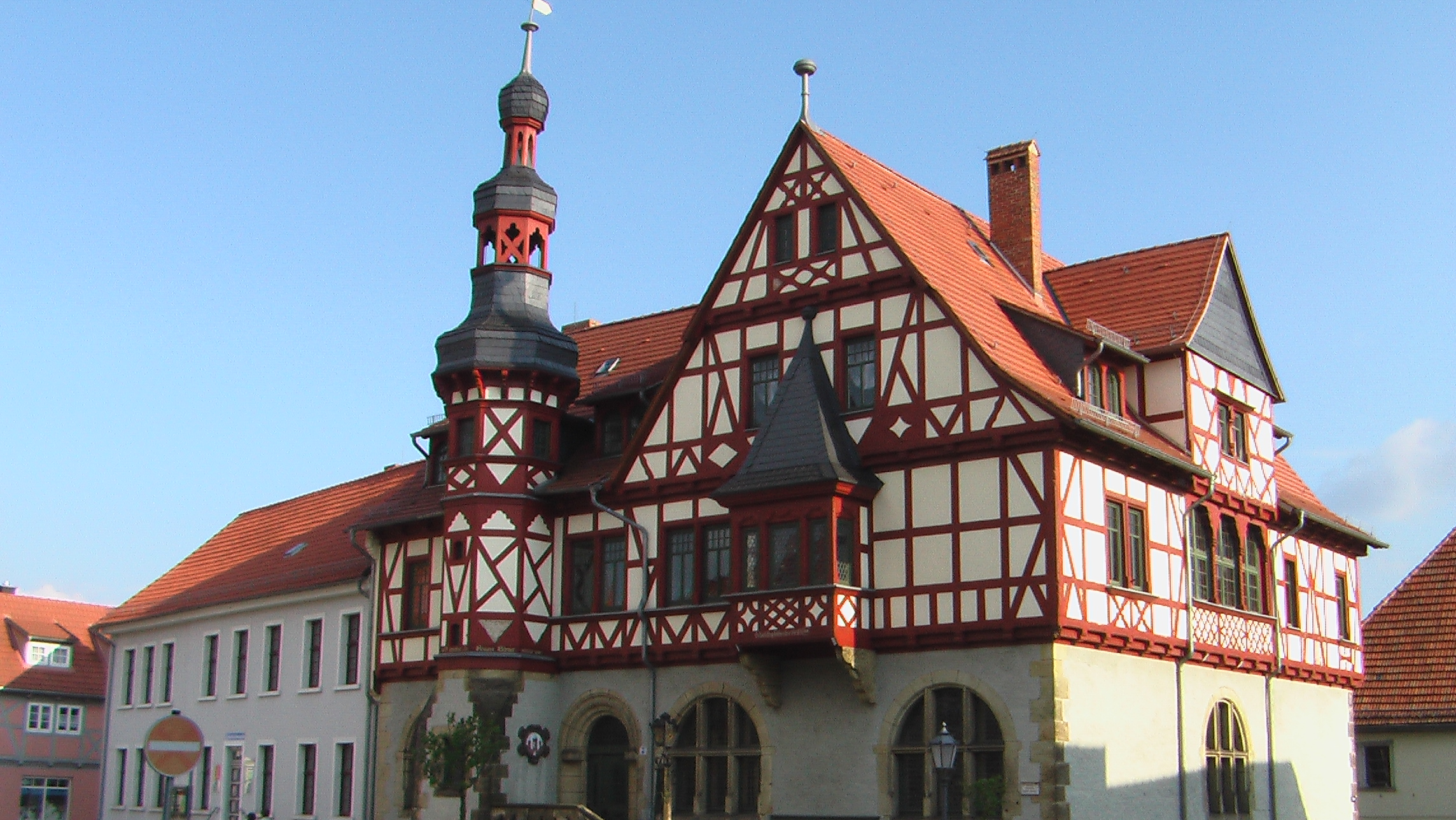
Het raadhuis van Harzgerode

- Alexisbad
- Dankerode
- Güntersberge
- Harzgerode
- Königerode
- Mägdesprung
- Neudorf
- Schielo
- Silberhütte
- Siptenfelde
- Straßberg

Ballenstedt · 
Blankenburg (Harz) · 
Ditfurt · 
Falkenstein/Harz · 
Groß Quenstedt · 
Halberstadt · 
Harsleben · 
Harzgerode · 
Hedersleben · 
Huy · 
Ilsenburg (Harz) · 
Nordharz · 
Oberharz am Brocken · 
Osterwieck · 
Quedlinburg · 
Schwanebeck · 
Selke-Aue · 
Thale · 
Wegeleben · 
Wernigerode